# 드라이스톤
드라이스톤(dhrystone)은 1984년 Reinhold P. Weicker가 개발한 합성 컴퓨팅 벤치마크 프로그램으로, 시스템(정수) 프로그래밍의 표현을 위해 고안되었다. 드라이스톤은 범용 프로세서(CPU) 성능을 표현하는 정도로까지 성장하였다. 드라이스톤이라는 이름은 웨스스톤(Whetstone)이라는 이름의 다른 벤치마크 알고리즘을 보완한 것이다.
드라이스톤을 사용하여 Weicker는 다양한 소프트웨어로부터 메타데이터를 수집했으며, 여기에는 포트란, PL/1, SAL, 알골 68, 파스칼로 작성된 프로그램들이 포함된다.

## 같이 보기
- Geekbench